# Makedonski Brod
Pour les articles homonymes, voir Brod.
Makedonski Brod (en macédonien : Македонски Брод)  ou Brod (en macédonien : Брод) est une commune et une ville de l'ouest de la Macédoine du Nord. Elle comptait 5 889 habitants en 2021 et s'étend sur 888,97 km2. La ville en elle-même comptait alors 3 643 habitants, le reste de la population étant réparti dans les villages alentour.
Makedonski Brod est à la fois l'une des communes macédoniennes les plus grandes et les moins peuplées. Son nom, Brod, signifie « gué », tandis que l'épithète Makedonski a été ajouté à l'époque yougoslave pour distinguer la ville d'autres localités éponymes, comme Slavonski Brod en Croatie.
Son territoire est limitrophe de ceux des communes de Želino, Brvenica, Studeničani, Sopište, Čaška, Dolneni, Kruševo, Plasnica, Kičevo et Gostivar.

## Géographie

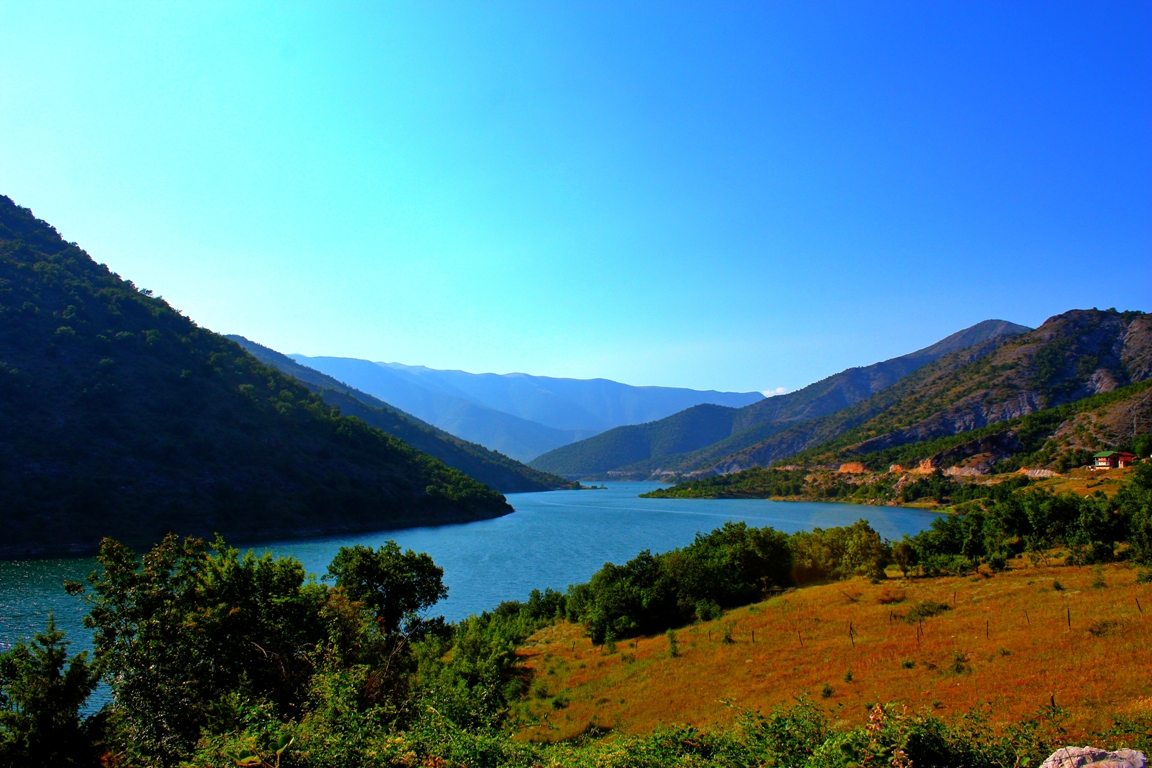
Le lac Kozjak.

La commune de Makedonski Brod est plutôt montagneuse, surtout dans sa bordure nord-est, où s'élève la crête de la Jakupica. À l'opposé, la commune est fermée à l'ouest par la Suva Gora. Le territoire est aussi marqué par la Treska, qui coule du sud au nord au fond d'une vallée. Au nord de la commune, la rivière est retenue par un barrage hydroélectrique et forme le plus grand lac artificiel du pays, le lac Kozjak.
La plupart de la commune connaît un climat continental modéré, avec des hivers froids et pluvieux et des étés secs et chauds, tandis que les hauteurs connaissent un climat de montagne avec des étés courts et frais et des hivers longs et neigeux. Le mois le plus chaud est juillet, avec une température moyenne de 25˚C, et le plus froid est décembre, avec une moyenne entre -15 et 3˚C.
La ville de Brod se trouve sur le cours supérieur de la Treska, au centre de la région naturelle du Poreče. Kičevo se trouve à 27 kilomètres à l'ouest, et Prilep à 37 kilomètres au sud-est. La route directe qui reliait Brod à Skopje a été engloutie par le lac artificiel Kozjak et il faut désormais faire un important détour à l'ouest par Kičevo, Gostivar et Tetovo.

## Localités
En plus de la ville de Makedonski Brod, la commune compte plusieurs localités :
- Belitsa
- Bentché
- Bitovo
- Blizansko
- Breznitsa
- Brest
- Vir
- Voltché
- Gorni Manastirets
- Gorno Botouchyé
- Gorno Krouchyé
- Grechnitsa
- Devitch
- Dolni Manastirets
- Dolno Botouchyé
- Dolno Krouchyé
- Dragov Dol
- Drenovo
- Zagrad
- Zvetchan
- Zdounyé
- Zrklé
- Ijichté
- Intché
- Kaluǵerec
- Kovatch
- Kovtché
- Kosovo
- Krapa
- Latovo
- Lokvitsa
- Louptchté
- Moguilets
- Modrichté
- Oreovets
- Ramné
- Rastech
- Rousyatsi
- Samokov
- Slansko
- Slatina
- Staro Selo
- Souvodol
- Souchitsa
- Tajevo
- Tomino Selo
- Topolnitsa
- Trebino
- Trebovlyé
- Tsrechnevo

## Histoire
La présence des Romains dans la commune est attestée par une pierre tombale dans le village de Krapa. Ensuite, avec l'arrivée des Slaves, la région est habitée par la tribu des Berzitis. Au Moyen Âge, le village de Devitch possède un château fort dont subsistent quelques ruines. La ville de Brod s'est quant à elle développée grâce à sa situation sur la route qui relie Kičevo à Prilep.

## Administration

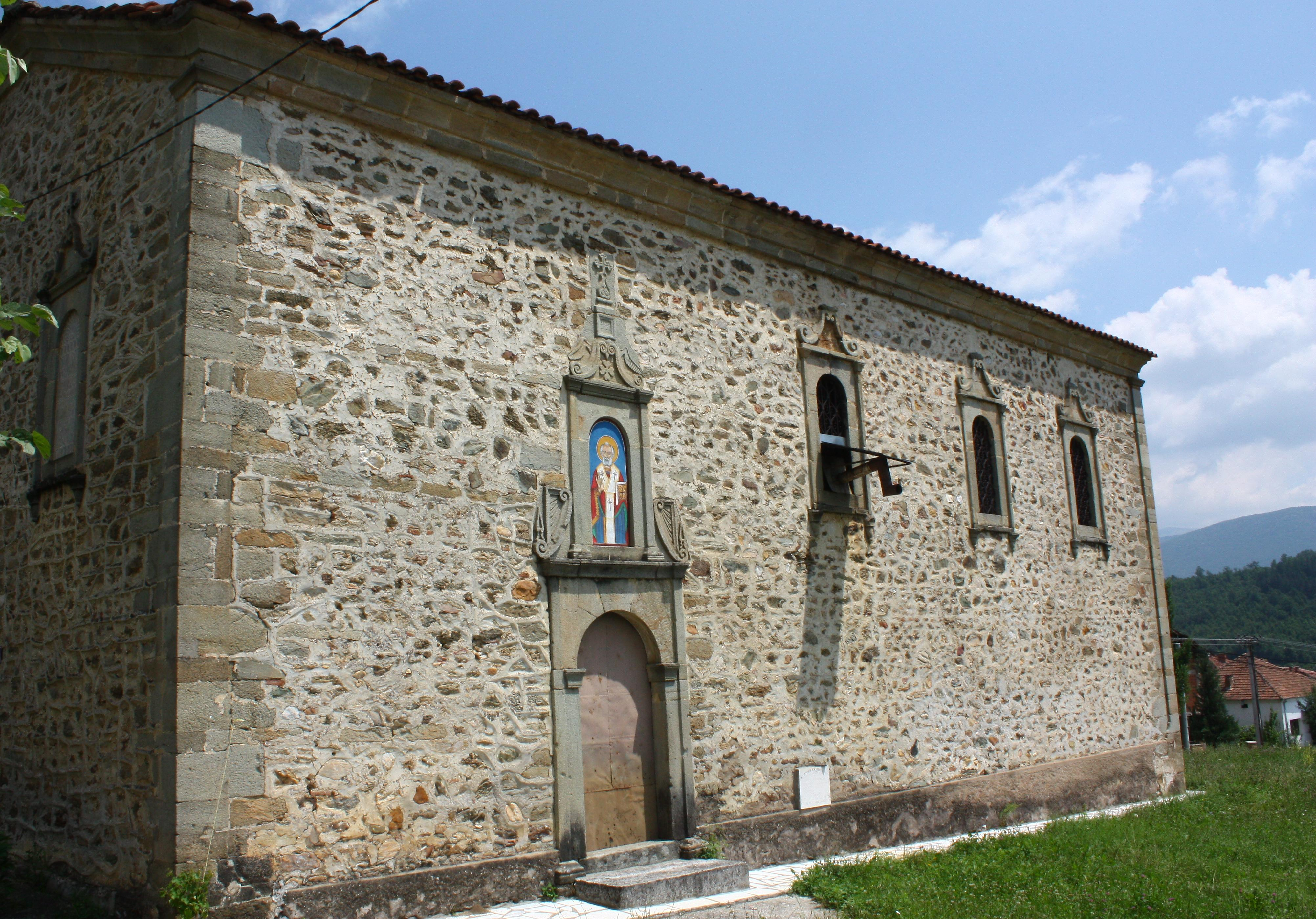
L'église de Brod.

La commune est administrée par un conseil municipal élu au suffrage universel tous les quatre ans. Il adopte les plans d'urbanisme, accorde les permis de construire, planifie le développement économique local, protège l'environnement, prend des initiatives culturelles et supervise l'enseignement primaire. Le conseil compte 11 membres.
Le pouvoir exécutif est détenu par le maire, lui aussi élu au suffrage universel. Depuis 2021, le maire de Makedonski Brod est Žarko Risteski, membre de VMRO-DPMNE.

## Démographie
Lors du recensement de 2002, la commune n'avait pas les mêmes contours qu'aujourd'hui puisqu'en 2003, elle a fusionné avec celle de Samokov. Ensemble elles comptaient :
- Macédoniens : 6 927 (97 %)
- Turcs : 181 (2,54 %)
- Serbes : 20 (0,31 %)
- Roms : 3 (0,04 %)
- Bosniaques : 1 (0,01 %)
- Autres : 7 (0,10 %)

## Culture et tourisme

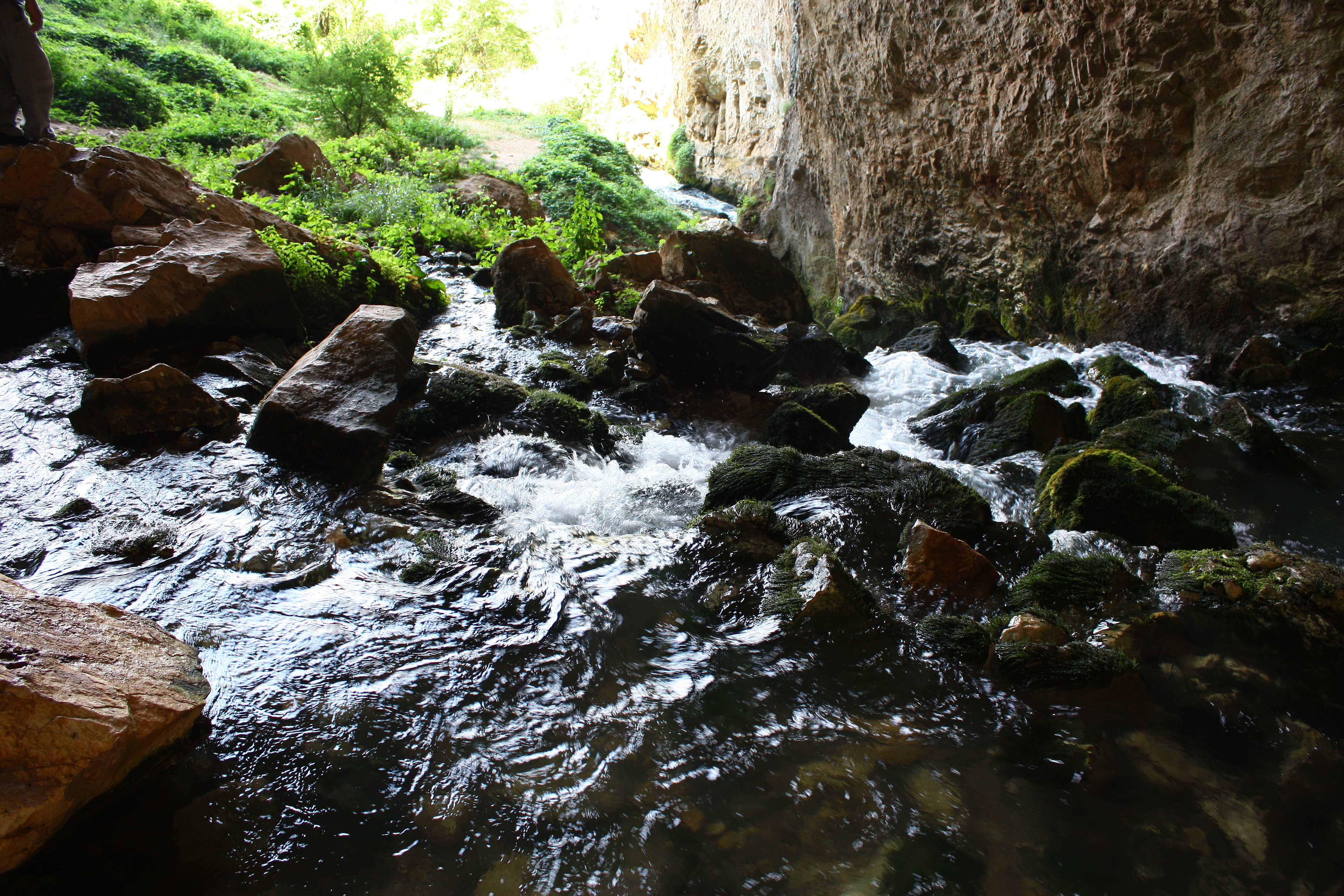
La Pešna, une petite rivière en partie souterraine qui jaillit près de Devitch.

La principale institution culturelle de la commune est la Maison de la Culture. Fondée en 1981, elle possède un bâtiment de 750 m² avec une salle de concert de 310 places.
La commune a un potentiel important pour les sports de nature comme la chasse et la pêche, ainsi que pour le tourisme vert. Ses principales attractions sont le lac Kozjak, les paysages montagneux de la Jakupica, des grottes et les ruines du château de Devitch. La ville en elle-même compte une grande église décorée de fresques.